# Leo Dittmer
Leo Dittmer (* 28. September 1915 in Schleerieth, Landkreis Schweinfurt; † 6. Oktober 2000 in Würzburg) war ein deutscher Grafiker und Zeichner und von 1971 bis 1980 Professor an der Fachhochschule Würzburg-Schweinfurt.

## Werdegang
Schulzeit und Jugend verbrachte Leo Dittmer in Würzburg. Nach dem Besuch der Würzburger Kunstschule studierte er in Paris an der École des Beaux Arts und der Académie de la grande Chaumière. Aquarelle aus dieser Zeit spiegeln die Atmosphäre der französischen Landschaft wider. Nach Kriegsende war er Gründungsmitglied und im Vorstand der Vereinigung Kunstschaffender Unterfrankens (VKU).
Er zeichnete und aquarellierte als einer der Würzburger Künstler Bilder vom 1945 zerstörten Würzburg. Einige dieser Werke wurden vom Mainfränkischen Museum Würzburg und der Stadt Würzburg angekauft.
Ab 1945 war Leo Dittmer selbständiger Gebrauchsgrafiker in Veitshöchheim bei Würzburg und gehörte zu den ersten freiberuflichen Grafikern Unterfrankens.
Er arbeitete für Städte und Gemeinden sowie Firmen mit nationaler und internationaler Bedeutung (wie z. B. Kindermann, Kneippwerke, Südzucker und andere).
Darüber hinaus plante und organisierte er für seine Auftraggeber Messestände bei Industrie- und Fachmessen. Er war als Illustrator für die Presse tätig und fungierte als Juror bei Ausschreibungen und Wettbewerben.
Als Ausgleich zum Schaffen für die industrielle Gebrauchsgrafik zog es Leo Dittmer mit Zeichenfeder, Pinsel und Farbe in die Natur. Er strebte dabei klare Linienführung und einfache Ordnung im Bildaufbau an. Jeweils in wenigen zügigen Strichen das Wesentliche in der knappsten Form ausdrücken, ohne dass die Details zu kurz kommen, war typisch für seinen Stil. Er zeichnete städtebauliche Eindrücke, Kirchen, Naturausschnitte, Menschen in Alltagssituationen und Akte.
1956 nahm Dittmer den Ruf als Dozent für Gestaltung an die Kunst- und Handwerkerschule der Stadt Würzburg an, der späteren Werkkunstschule. Mit Gründung der Fachhochschule Würzburg-Schweinfurt, die 1971 erfolgte, wurde Leo Dittmer aufgrund seiner künstlerischen Qualifikation zum Hochschullehrer berufen. Seine Lehrgebiete waren Grafik-Design, Gestaltungsgrundlagen, Aktzeichnen, Zeichnen und Schrift. Für seine Lehre unternahm er Reisen zur Erforschung der Kulturgeschichte der Schrift. So besuchte er u. a. die Bibliothek des Vatikans in Rom, den Libanon und Ägypten.
1979 trat er in den Ruhestand. Nun begann eine neue Schaffensperiode. Seine Werke, 1969–1984 Bestandteil von Gemeinschaftsausstellungen, wurden nun in Einzelausstellungen präsentiert.

## Einzelausstellungen
- 1986: Otto-Richter-Halle, Würzburg
- 1995: Rathaus Veitshöchheim
- 2009: Retrospektive – Rathaus Veitshöchheim
- 2015: Leo Dittmer zum 100. Geburtstag

## Gemeinschaftsausstellungen
- 2010: Galerie Kunsthaus Michel, Würzburg: Leo Dittmer & Reinhard Dachlauer